# Peterloo-massakren
 Der er for få eller ingen kildehenvisninger i denne artikel, hvilket er et problem. Du kan hjælpe ved at angive troværdige kilder til de påstande, som fremføres i artiklen.

Peterloo-massakren (også kendt som slaget om Peterloo) er et optrin på St Peter's Field i Manchester i England, den 16. august 1819, hvor ca. 60.000 var samlet for at kræve reformer af parlamentet. Kort efter mødets start gav byens myndigheder borgergarden og byens garnison ordre til at arrestere den radikale politiker Henry Hunt (1773–1835), der skulle tale for krav om reformer, og andre. Arrestationen skete, ved at den fredelige mængde blev angrebet med skydevåben og sabler, 18 blev dræbt, og 400-700 såret, hvoraf kvinder og børn. Navnet 'Peterloo-massakren' var en ironisk parallel til sejren i Waterloo fem år tidligere.
53°28′36″N 2°14′45″V / 53.4767°N 2.2458°V